# Kanako Hirai
Pour les articles homonymes, voir Hirai.
Kanako Hirai (平井 香菜子, Hirai Kanako) est une ancienne joueuse de volley-ball japonaise née le 15 avril 1984 à Tsu. Elle mesure 1,83 m et jouait au poste de centrale. Elle a totalisė 47 sélections en équipe du Japon. Elle a terminé sa carrière en octobre 2014.

## Clubs
| Club                  | De        | À         |
| --------------------- | --------- | --------- |
| Université de Tsukuba | 2003-2004 | 2006-2007 |
| Hisamitsu Springs     | 2007-2008 | 2013-2014 |

## Palmarès

### Équipe nationale
- Championnat d'Asie et d'Océanie
  - Finaliste : 2013.

### Clubs
- V Première Ligue
  - Vainqueur : 2013, 2014.
  - Finaliste : 2009, 2012.
- Coupe de l'impératrice
  - Vainqueur : 2009, 2012, 2013.
- Tournoi de Kurowashiki
  - Vainqueur : 2013.
- Championnat AVC des clubs
  - Vainqueur : 2014.

### Distinctions individuelles
- Championnat féminin AVC des clubs 2014: Meilleure centrale.